# Bringing Back the Sunshine
Bringing Back the Sunshine è il nono album in studio del cantante di musica country statunitense Blake Shelton, pubblicato nel settembre 2014.

## Tracce
1. Bringing Back the Sunshine – 4:01
2. Neon Light – 3:41
3. Lonely Tonight (featuring Ashley Monroe) – 3:38
4. Gonna – 3:03
5. A Girl – 3:36
6. Sangria – 3:54
7. Buzzin' (featuring RaeLynn) – 3:47
8. Just South of Heaven – 4:10
9. I Need  My Girl – 3:33
10. Good Country Song – 3:38
11. Anyone Else – 4:21
12. Just Gettin' Started – 3:26

## Classifiche
| Classifica (2014) | Posizione raggiunta |
| ----------------- | ------------------- |
| Stati Uniti       | 1                   |